# New England Blazers
New England Blazers – zawodowa drużyna lacrosse, która grała w National Lacrosse League. Drużyna miała swoją siedzibę w Worcester w Stanach Zjednoczonych. Rozgrywała swoje mecze na DCU Center. Drużyna w sezonie 1992 przeprowadziła się i zmieniła nazwę na Boston Blazers. 

## Osiągnięcia
- Champion’s Cup:-
- Mistrzostwo dywizji: 1990

## Wyniki
W-P Wygrane-Przegrane, Dom-Mecze w domu W-P, Wyjazd-Mecze na wyjeździe W-P, GZ-Gole zdobyte, GS-Gole stracone
| Sezon | W-P   | Dom | Wyjazd | GZ  | GS  |
| ----- | ----- | --- | ------ | --- | --- |
| 1989  | 1-7   | 0-4 | 1-3    | 70  | 110 |
| 1990  | 6-2   | 3-1 | 3-1    | 98  | 80  |
| 1991  | 3-7   | 2-3 | 1-4    | 109 | 136 |
| Razem | 10-16 | 5-8 | 5-8    | 277 | 326 |